# 1956年の航空
< 1956年
1955年の航空 - 1956年の航空 - 1957年の航空

## 航空に関する出来事

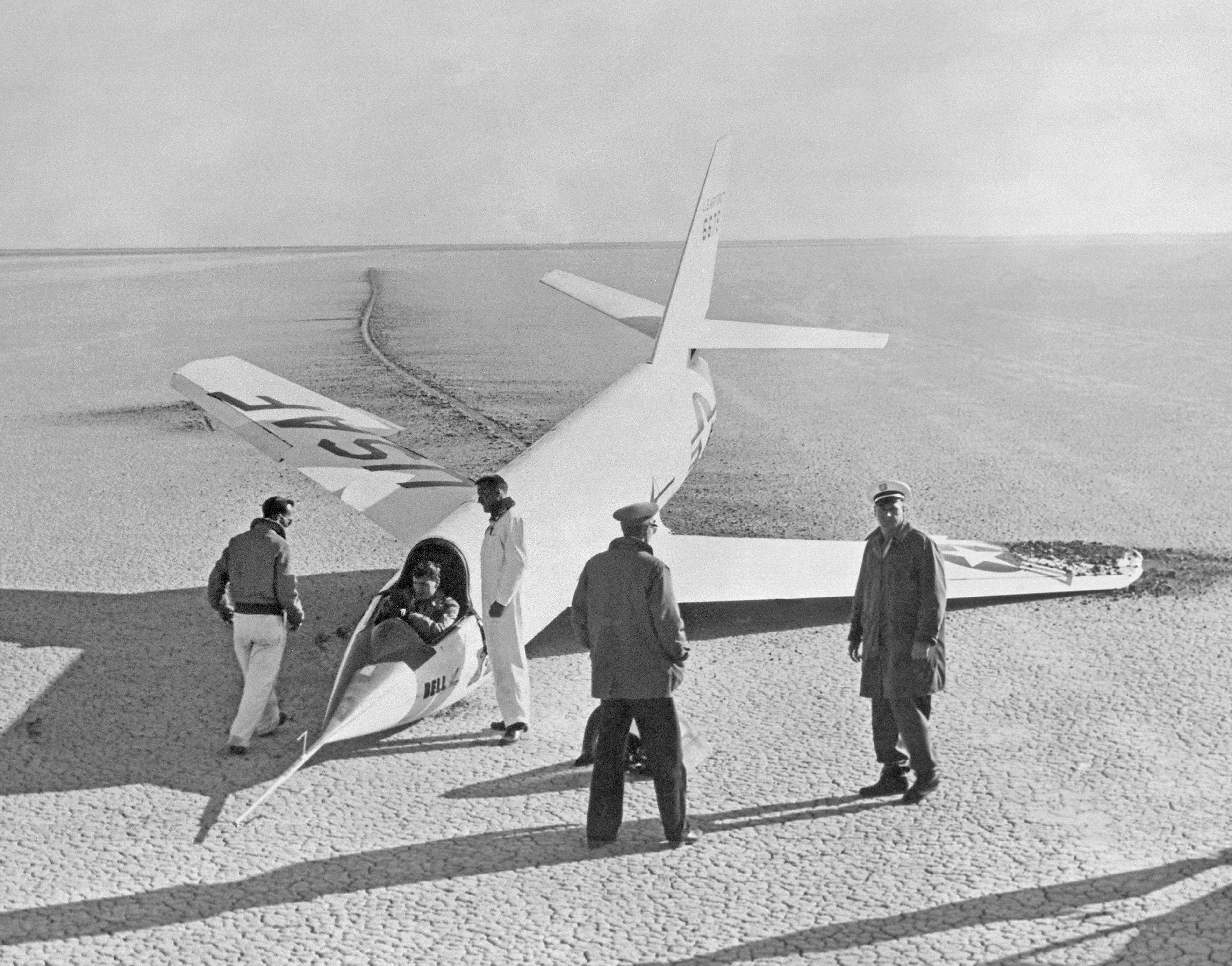
X-2

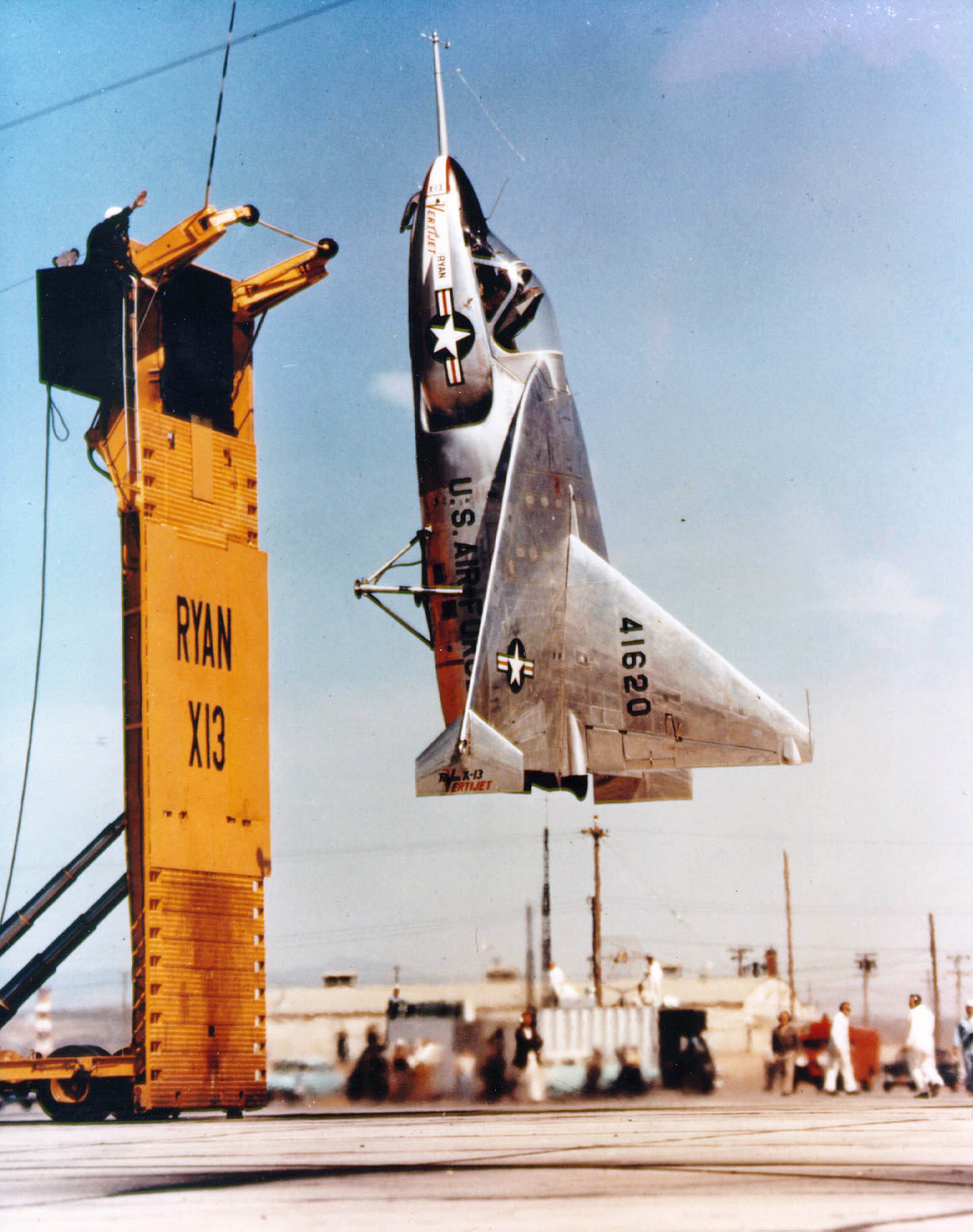
飛行中のX-13

- 3月10日 - イギリスのピーター・ツィスがフェアリー デルタ2で1,821 km/hの世界速度記録を樹立した。
- 5月21日 - アメリカ合衆国のB-52 ストラトフォートレスがビキニ環礁に3.75 MTの水素爆弾を投下した。
- 6月20日 - アメリカ海軍の最初のヘリコプター母艦、USS Thetis Bayを就航させた。
- 6月30日 - ユナイテッド航空の ダグラス DC-7とトランス・ワールド航空のロッキード スーパーコンストレーションがアリゾナ州のグランドキャニオン上空で空中衝突し、128人の犠牲者がでた。FAA（Federal Aviation Agency、後に Federal Aviation Administration）の設置などの規制の変更の契機となった。（グランドキャニオン空中衝突事故）
- 7月16日：ソ連のMiG-17のライセンス生産機である中華人民共和国の戦闘機、J-5（殲撃五型)が初飛行した。
- 7月23日 - フランク・エベレストがアメリカの実験機、ベル X-2の9回目の動力飛行でマッハ2.93を記録し当時の速度記録を更新した。
- 8月16日 - カリフォルニア州南部でアメリカ海軍の無人標的機、F6F-5Kが、飛行中に操縦不能になった。これをアメリカ空軍のF-89Dスコーピオン戦闘機が撃墜しようとしてロケット弾で攻撃を加えたが、撃墜に失敗し、ロケット弾により地上に火災を発生させた。（パームデールの戦い）
- 9月7日 - ベル X-2がアイヴン・キンチェローの操縦で38,466 mの高度記録を樹立した。
- 9月15日 - ソビエトのジェット旅客機Tu-104がアエロフロートの営業路線に導入された。ジェット旅客機の営業路線導入はアメリカよりも早かった。
- 9月24日 - 西ドイツでドイツ空軍が再建された。
- 9月27日 - ミルバーン・アプトがベル X-2で飛行し、3,350 km/hの速度記録を達成した後、操縦不能に陥り、墜死した。
- 10月11日 - イギリス空軍のビッカース ヴァリアントが南オーストラリアのマラリンガ実験場で原子爆弾の投下実験を行う。
- 10月31日 - アメリカ海軍の R4D スカイトレインが初めて南極点に着陸した。
- 11月8日 - アメリカのマルコム・ロスとモートン・L・ルイスが気球で高度23,000 mに到達し、1935年にO.A. Anderson と A.W. Stevensの樹立した記録を更新した。
- 11月28日 - 垂直離着陸機、ライアン X-13が垂直飛行から水平飛行への遷移に成功した。

## 1956年に初飛行した機体の画像

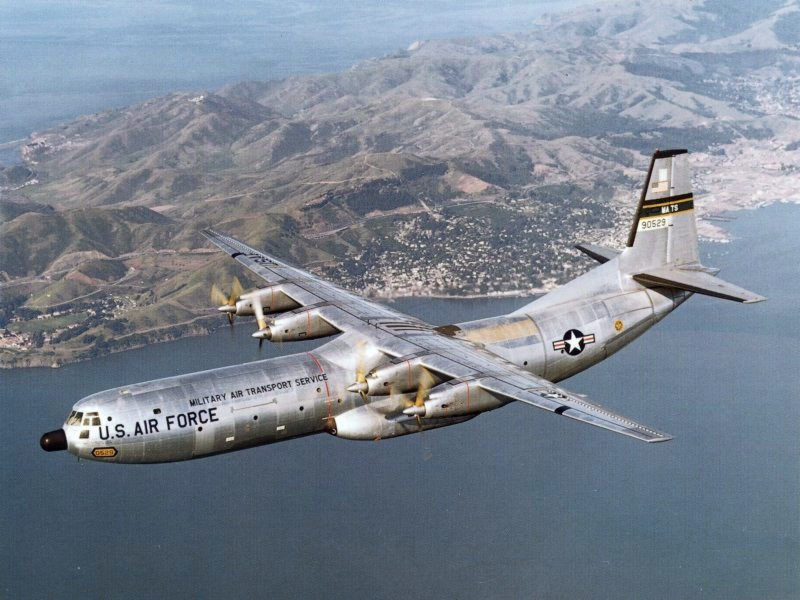
C-133 カーゴマスター （4月23日)
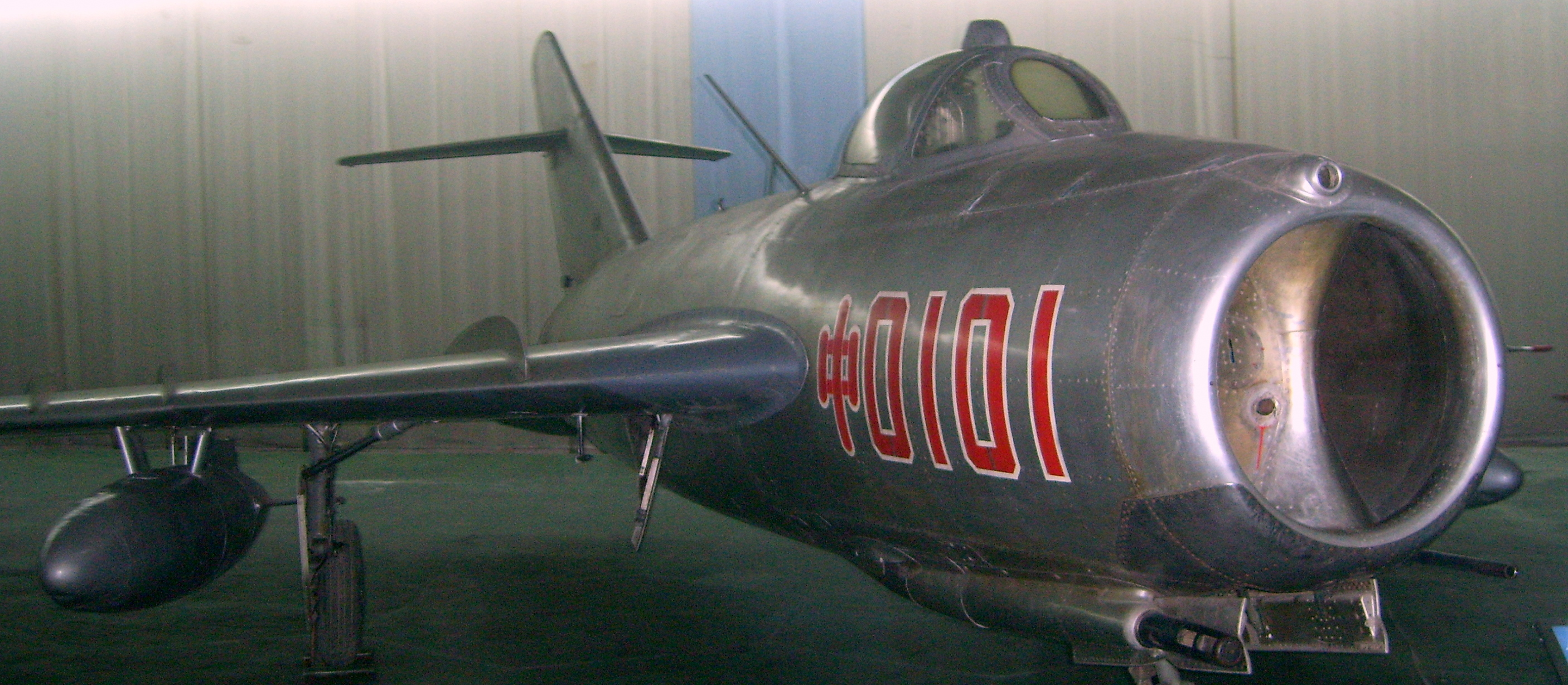
殲撃五型 （7月16日）
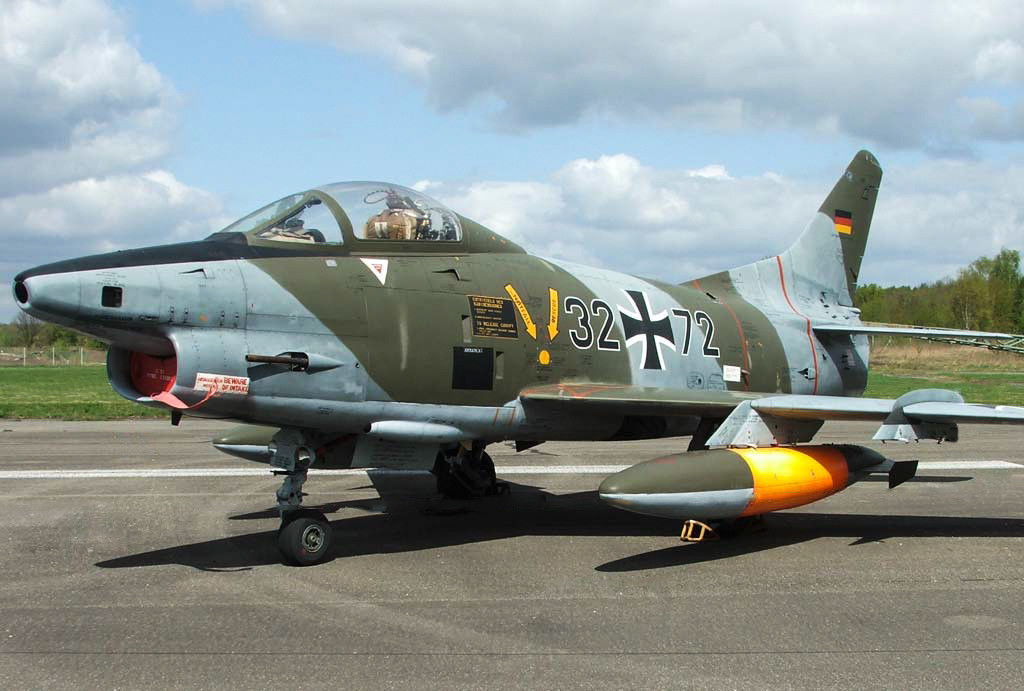
フィアットG.91 （8月9日）
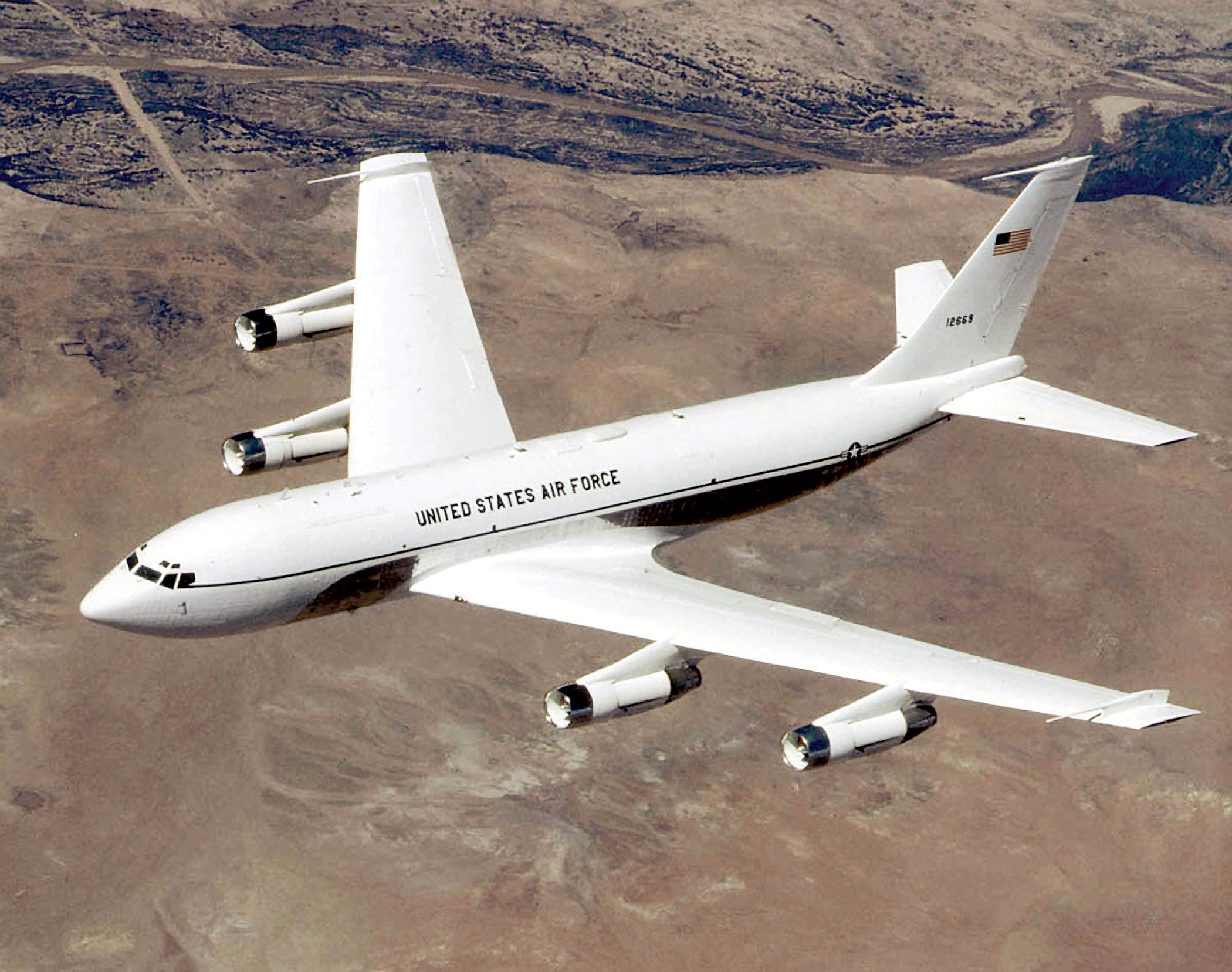
C-135 （8月17日）

## 航空に関する賞の受賞者
- ハーモン・トロフィー：フランク・エベレスト、ジャクリーヌ・オリオール、マルコム・ロス、モートン・ルイス
- FAI・ゴールド・エア・メダル：ピーター・ツィス
- シーグレーブ・トロフィー：ピーター・ツィス
- デラボー賞：ピーター・ツィス